# Epitoxasia franzi
Epitoxasia franzi är en skalbaggsart som beskrevs av Yves Gomy 1976. Epitoxasia franzi ingår i släktet Epitoxasia och familjen stumpbaggar. Inga underarter finns listade i Catalogue of Life.